# 栗子洋平
栗子 洋平 （くりこ ようへい）海外表記 Yohei Kurikoは、日本のComposer、作曲者。公益財団法人日本音楽教育文化振興会サウンドクリエイター・オブ・ザ・イヤーファイナリスト。

## 作品
- Nikon(2018)
- ショートトレーラーMOVE "Endeavour Notes"(2018)
- 舞台「有頂天団地」新橋演舞場(2018)
- 舞台「有頂天団地」メインテーマ(2018)
- FIFA(2019)
- FIFA eWorld Cup CM(2019)
- Pokémon UNITE TVCM 一部楽曲制作、アレンジ参加(2020)
- 書道家 茂住 菁邨(2020)
- 隷書で書く令和(2020)
- 書×音シリーズ 壽 尊 美 風(2020)
- あいりすミスティリア!〜少女のつむぐ夢の秘跡〜複数楽曲(2020)
- 三国志ブラスト-少年ヒーローズ　トレーラーMOVE(2020)
- 駒形友梨　アルバムNight Walk　GoodNight(2020)
- あいりすミスティリア!〜少女のつむぐ夢の秘跡〜複数楽曲(2021)
- Tom Clancy's Without Remorse　トレーラーMOVE(2021)
- にじさんじフェス　お化け屋敷(2021)
- 映画RAIMEI（トレーラーMOVE　(2021)
- Atom Music Audio　1Stアルバムリリース(2022)
- MrEpicOSTs 1Stアルバムリリース(2022)
- ソーシャルゲーム　ミリオンアーサー(2022)
- 鋼の錬金術師 MOBILE トレーラーMOVE(2022)
- 書道家 茂住 菁邨 個展会BGM(2022)
- Atom Music Audio　2Stアルバムリリース(2023)
- MrEpicOSTs 2Stアルバムリリース(2023)
- JFA｜公益財団法人日本サッカー協会　トレーラーMOVE(2023)
- Final Fantasy VII Rebirth 複数楽曲　(2024)
- ファイナルファンタジーレコードキーパー（FFRK)複数楽曲 (2024)
- Pandora Journey1Stアルバムリリース(2024)
- Atom Music Audio official 2024 showreel (2024)
- ポケモンカードゲーム ロケット団の栄光 トレーラーMOVE(2025)
- NC Sound THRONE AND LIBERTY Raid Theme Calanthia the Vengeful (2025)